# Junior Jack
Vito Lucente (Rutigliano, 31 augustus 1971), beter bekend als Junior Jack, is een houseproducer en dj die in Italië werd geboren, maar sinds zijn tienerjaren in België woont. Sinds eind jaren negentig scoorde Lucente, onder de naam Junior Jack, internationale hits met 'Thrill Me', 'E Samba', 'Da Hype' en 'Stupidisco'. 

## Biografie

### Benny B
Sinds 1985 leurde Vito Lucente met zijn demo's bij tal van platenmaatschappijen tot hij in 1989 met zijn derde single een hit had – samen met Amid Gharbaoui, DJ Daddy K en Serge Nuet, met wie hij de synthesizer/popband Benny B vormde. Lucente bracht met het trio de albums L'Album (1990) en Perfect, Daddy K Et Moi (1992) uit en verliet na het tweede album de band. Wereldwijd werden er meer dan 3 miljoen albums en singles verkocht.

### Noisetraxx
Halverwege jaren negentig bracht hij songs uit onder verschillende pseudoniemen zoals Kaf'e ('Can You See It'), Hugh K ('Shine On') en Mr Jack ('Only House Music'). Hij startte in dezelfde periode het platenlabel Noisetraxx, dat al spoedig de aandacht trok van producers als Mousse T., Roger Sanchez en Erick Morillo. Onder Noisetraxx bracht Lucente muziek uit van Jocelyn Brown, Gala en Wamdue Project.

### Junior Jack
Zijn eerste succes onder de naam Junior Jack was met de single 'My Feeling' (1999) onder het label PIAS. De single werd een hit in Europa, Australië en de Verenigde Staten. Het was de eerste keer dat een producer uit de Benelux de hoogste regionen haalde van de European Dance Charts. De echte doorbraak kwam er in februari 2002 met de hit 'Thrill Me'. Het kenmerkende geluid van de baslijn in deze single werd een van zijn handelsmerken.
De vraag naar Junior Jack als dj en re-mixer nam toe. Vito Lucente verkoos steeds om in zijn studio te werken als een producer, maar besliste in 2001 om samen te werken met de Italiaans-Belgische producer Nicolas Scaravilli alias Kid Crème. De samenwerking leidde tot hits als 'Private Tools' (2001) en 'Chasing' (2002). Junior Jack maakte ondertussen ook remixen voor Duran Duran, Bob Sinclar, Moby, Seal, Mary J. Blige en Britney Spears.
Onder het pseudoniem Room 5 had hij samen met discoartiest Oliver Cheatham in 2003 een internationale hit met een heruitgave van 'Make Luv' (2001). Van de single, een remake van Cheathams 'Get Down Saturday Night', werden wereldwijd meer dan 750.000 exemplaren verkocht. Vito was voordat 'Make Luv' uitkwam niet echt overtuigd van het potentiële succes ervan en besloot de single daarom niet uit te brengen onder zijn hoofdproject Junior Jack. De single stond ook op het album Music & You, dat Room 5 in 2003 uitbracht.
Junior Jack haalde rond dezelfde periode de hitlijsten met 'Thrill Me' en 'E-Samba'. Het succes van 'E-Samba' leverde hem op de Ibiza Awards de prijs voor de beste opkomende dj op.
In 2004 verscheen zijn langverwachte debuutalbum Trust It, dat alle hits bevatte hits die hij tot dan toe gescoord had. Het album werd vervolledigd met de vocale versie van 'Da Hype', een single waarvoor Junior Jack beroep deed op Robert Smith (The Cure). De single haalde de top 3 van beste dance tracks ooit van Q Magazine.
Junior Jack verkreeg op The House Music Awards (2004) twee prijzen, voor beste album en beste artiest van dat jaar. Op de jaarlijkse DJ Awards in Pacha (Ibiza) won hij een jaar later de prijs voor de beste house-dj.
Zijn single 'Dare Me (Stupidisco)' met zangeres Shèna haalde op 25 februari 2007 de 20ste positie in de Singles Chart in het Verenigd Koninkrijk.

## Discografie

### Albums
- L'Album, als Benny B (1990)
- Perfect, Daddy K Et Moi, als Benny B (1992)
- Walakota, als Wamblee (1992)
- Music & You, als Room 5 (2003)
- Trust It', als Junior Jack (2004)

### Singles

#### Junior Jack
- My Feeling (1999)
- U Look Fantastic (met Richard Grey) (2000)
- Private Tools (met Kid Creme) (2001)
- Thrill Me (met Erick Morillo en Terra Deva) (2002)
- E Samba (2003) (Dancesmash op Radio 538)
- Da Hype (met Robert Smith) (2003)
- Must Be The Darkness (2004)
- Stupidisco (met Dany Caen, Nadia Mampaey en Onika Henderson) (2004)
- Private Tools (met Kid Creme) (2005)
- See You Dancin' (2006)
- Dare Me (Stupidisco) (met Shèna) (2006)

#### Room 5
- Make Luv (met Oliver Cheatham) (2001)
- Make Luv (met Oliver Cheatham) (heruitgave 2003) (Dancesmash op Radio 538)
- Music & You (met Oliver Cheatham) (2003)
- U Got Me (2004)
- Make Luv (The 2005 Mixes) (met Oliver Cheatham)

#### Mr. Jack
- Only House Muzik (1995)
- Wiggly World (1996)
- The Wiggly World 2 (Jack Is The One) (met Brenda Edwards) (1997)
- I Know (met Olivier Gosseries) (1997)
- Back From Hawaii EP (met Olivier Gosseries) (1998)
- Start! (met Olivier Gosseries) (1999)
- Only House Muzik - Remixes '99 (1999)
- Voodoo Curse (met Olivier Gosseries) (1999)

#### Benny B
- Qu'Est Ce Qu'On Fait Maintenant? (1990)
- Vous Êtes Fou (1990)
- Dis Moi Bébé (1991)
- Parce Qu'On Est Jeunes (1991)
- Dix Neuf Huit (1992)
- Est-Ce Que Je Peux (1992)

#### Latino Brothers (met Terry Logist)
- The Music, als Latino Brothers (1994)
- Can You See It, als Kaf'e (1994)
- I'm In Love, als Fresh Mould (1994)
- Come With Me, als Latino Brothers (1995)
- Back In Town EP, als Kaf'e (1996)
- Fantasy, als Kaf'e (1996)
- Can You See It '98, als Kaf'e (1998)

#### Hugh K (met Hugh Kanza enEric Imhauser)
- Shine On (1993)
- One More Time (1994)
- Unreleased Dubs (1996)

#### Andere pseudoniemen
- Coco Di Mamma, als Don Vito (1990)
- Mais Vous Etes Sottes, als Suzy D (met Roger Quyssens en Alain de Proost) (1990)
- No Name, als F&V (met Frank Sels) (1991)
- Anitouni, als Wamblee (met Francesco Palmeri) (1991)
- Wa Na Pi, als Wamblee (met Francesco Palmeri) (1991)
- I'm Sorry (Désolé Madame), als R.I.P. (met Richard Quyssens en Eric Imhauser) (1992)
- Atomico, als Redline (met Eric Imhauser) (1992)
- It's Time To Sleep, als Nitrogena (met Eric Imhauser) (1992)
- Jumping, als Redline (met Eric Imhauser) (1993)
- Get To You, als Logic Dream (met F. Spindler) (1993)
- 4 U/Just Deep, als Deep Walker (1994)
- Strange Day, als Marocco (1994)
- People, als Family Groove (1994)
- We Loved, als E-People (met Frank de Gryse en C. Robert Walker) (2001)
- Chasing, als Maphia Ltd. (met Kid Creme) (2002)
- Excuse Me!, als Nu Rican Kidz (2003)
- Hold Me Up, als Glory (met Jocelyn Brown) (2004)

### Producties
- Bart Herman - Metropool (met Eric Imhauser) (1993)
- Bart Herman – Waterman (met Eric Imhauser) (1994)
- Traisey Elana Williams - Feel The Fire (met Frank Degrees) (1997)
- Shelly Dee - "Party (1998)
- Jerome Prister - "Lovin' Right Now" (met Conga Squad) (1999)
- Dajaé - "Everyday Of My Life" (met Felix da Housecat) (2001)